# Gunung Argowayang
Gunung Argowayang är ett berg i Indonesien.   Det ligger i provinsen Jawa Timur, i den västra delen av landet, 600 km öster om huvudstaden Jakarta. Toppen på Gunung Argowayang är 2 162 meter över havet, eller 415 meter över den omgivande terrängen. Bredden vid basen är 3,8 km. 
Terrängen runt Gunung Argowayang är kuperad åt sydost, men åt nordväst är den bergig.Runt Gunung Argowayang är det mycket tätbefolkat, med 1 266 invånare per kvadratkilometer. Närmaste större samhälle är Batu, 15,3 km sydost om Gunung Argowayang. I omgivningarna runt Gunung Argowayang växer i huvudsak städsegrön lövskog.